# Olga Rapay-Markish
Olga Rapay-Markish (1 de agosto de 1929-1 de febrero de 2012; en ucraniano: Ольга Перецівна Рапай-Маркіш, en ruso: Ольга Петровна Рапай, en hebreo: אולגה רפאי-מרקיש‎ ) fue una de las ceramistas ucranianas más conocidas de su época. Es conocida especialmente por sus grandes obras decorativas en edificios de la ciudad de Kiev. Antes de dedicarse a  la decoración arquitectónica, trabajaba como ceramista en la Fábrica Experimental de Arte de Cerámica de Kiev, donde era conocida por sus delicadas figuritas y sus pinturas sobre porcelanas y vajillas.

## Biografía
Olga Peretsіvna Markіsh nació en Járkov, República Socialista Soviética de Ucrania, era hija de la traductora e intérprete Zinaida Joffe y del escritor judío soviético Peretz Markish.Aunque estaban casados, su madre había dejado a Peretz cuando estaba embarazada de Olga por las relaciones que este mantenía con otras mujeres de su entorno. En 1930 Joffe llevó a Olga a vivir con sus abuelos al asentamiento judío de Zaporozhye y se puso a trabajar como enfermera y traductora para el Ejército Rojo. En 1934, después de que Joffe se volviera a casar con Boris Tkachenko, regresó a la casa familiar a recoger a su hija. Más tarde, Olga y su hermana Maya fueron trasladadas a Kiev, donde permanecieron hasta el arresto  y fusilamiento de Tkachenko en 1937 durante la Gran Purga. De acuerdo con la ley, su madre fue arrestada como esposa de un criminal convicto y enviada a un gulag. Como Olga no era hija de Tkachenko, la enviaron a Moscú a vivir con su padre y su nueva esposa, Esther, y con los hijos del matrimonio, Shimon y David.
Durante la Segunda Guerra Mundial, Peretz evacuó a su familia a Taskent, Uzbekistán. Unos años después de finalizar la guerra, hacia1947, Olga fue llevada a Kiev, donde comenzó sus estudios en el Instituto de Historia del Arte. En 1949, la Unión Soviética inició una ola de purgas judías en las que la NKVD arrestó a miembros del Comité Antifascista, entre ellos a su padre. Peretz fue ejecutado en 1952 acusado de nacionalismo judío y su familia fue exiliada a Kazajistán para cumplir una condena de diez años como enemigos del Estado. A lo largo de dos años fueron trasladados entre el norte de Kazajistány Abakan, en la región de Khakassia en el sur de Siberia.
Olga Markish había iniciado una relación con Nikolay Rapay a principios de la década de 1950 y, aunque ella estaba exiliada, Rapay pudo visitarla y se comprometieron. Durante su exilio dio a luz a su hija Ekaterina. En 1955, tras la muerte de Stalin, la familia regresó a Moscú y fue rehabilitada. Rapay y Markish regresaron a Kiev donde ella completó sus estudios en 1956 y obtuvo un título del departamento de escultura. Su proyecto estudiantil "Uzbechka" fue aceptado por aclamación para producirlo en series.

## Trayectoria profesional
Rapay-Markish empezó a trabajar como escultora en la Fábrica Experimental de Arte de Cerámica (KEKHZ, por  siglas en ucraniano). Su obra era conocida por representar imágenes de artistas famosos y figurillas de porcelana de mujeres con los trajes nacionales ucranianos. Se hicieron réplicas de sus esculturas en la fábrica de cerámica de Polonne y en la de porcelana de Korosten.Era una pintora dotada y, durante este período, decoró vajillas, platos y fuentes de porcelana. Algunas de sus piezas más famosas de este período son figuras de los conocidos cantantes de ópera, Bela Rudenko y Larisa Arhipіvna Rudenko, el artista de circo Oleg Popov, el mimo Marcel Marceau y el actor Charlie Chaplin. Durante su estancia allí colaboró con su colega, la ceramista Oksana Zhnikrup. Rapay-Markish trabajó en la fábrica durante once años y la dejó en 1967 porque, al trabajar en la fábrica, no tenía derechos sobre su obra.
En 1967, tras dejar KEKHZ,  Rapay-Markish realizó la primera exposición individual de sus obras de porcelana. Continuó trabajando con cerámica, pero en piezas individuales no replicadas. Sus temas favoritos eran los payasos y las figuritas de arlequín. También se involucró en proyectos arquitectónicos, diseñando y decorando interiores y fachadas con trabajos de cerámica maciza.Estos grandes proyectos son sus obras más conocidas y, debido a su visibilidad en el centro de Kiev, Rapay-Markish es una de las ceramistas ucranianas más reconocidas. Completó más de diez proyectos a gran escala en Kiev. Uno, de los que sigue en pie, se encuentra en la Casa Nacional de Colectivos Creativos, construida en la década de 1970. Más de 300 metros cuadrados de azulejos hechos a mano decoran el edificio con representaciones brillantes como dibujos infantiles de animales, pájaros, flores y árboles. Otra obra, ya destruida, eran los dos comedores del Hotel Bratislava. Uno, titulado "Eslavo", presentaba diez figuras femeninas de diferentes naciones eslavas como Bielorrusia, Rusia, Ucrania y otras. El otro comedor se llamaba "Kiev" y estaba decorado con estatuas de Kii, Shchek y Joriv, legendarios fundadores de Kiev.
Tras vivir 70 años en su apartamento en el número 30 de la calle Kikvidze, Rapay-Markish  se trasladó a Israel . Continuó trabajando en la escultura, pero prefirió no exponer su obra, aunque  esta fue presentada en una muestra de artistas de KEKHZ en 2004 y en otra de ceramistas, en 2007, organizada por el Museo Nacional de Arte de Ucrania . Murió el 1 de febrero de 2012 en Israel.  Está enterrada en el cementerio Zgula de Petakh Tikva, Syrkin Str .

## Legado
A título póstumo, se hizo una exposición antológica del trabajo de Rapay-Markish en 2014, y otra itinerante con piezas de colecciones de museo titulada "Grace and Fools" en 2015. Ese mismo año se elaboró un catálogo comentado de sus obras en porcelana. Sus obras se encuentran en la Biblioteca Infantil Republicana de Kiev, en los vestíbulos del Instituto de Fisiología y el Instituto de Botánica, y en las colecciones del Ministerio de Cultura, la Unión de Artistas de Ucrania, así como en muchas colecciones privadas en Israel, Rusia, Suiza y Ucrania. También en Hungría, en la casa de la viuda de Shimon Markish. La Casa Nacional de Colectivos Creativos ubicada en 50–52 Shevchenko Boulevard, presenta sus cerámicas en las fachadas del edificio.